# Тур Колумбии
Тур Колумбии (исп. Tour Colombia, официально исп. Tour Colombia 2.1) — шоссейная многодневная велогонка, с 2018 года проводящаяся в Колумбии. Входит в календарь UCI America Tour под категорией 2.1.

## История
Идея проведения гонки возникла по инициативе частной компании и Колумбийской федерации велоспорта при поддержке правительства Колумбии, а также поддержки других компаний и правительств, которые поставили за цель иметь в стране многодневную гонку первой категории, что автоматически гарантировало участие в ней команд Мирового тура, в составах большинства которых выступают колумбийские гонщики. Для этого в январе 2017 года Федерация представила в Международный союз велосипедистов предложение о создании гонки Колумбия Оро и Пас (исп. Colombia Oro y Paz), получившей в апреле того же года одобрение на проведение в рамках контитнетальной гоночной серии UCI America Tour 2018.
Дебютная гонка прошла в регионах Валье-дель-Каука и Кофейный культурный ландшафт Колумбии (с небольшим посещением Кауки). Но в будущем планируется расширение географии за счёт поведении гонки в различных регионах: Антьокии (2019), Бояки (2020) и Регионе Карибского моря (2021).

## Призёры

### Генеральная классификация
| Год                | Победитель          | Второй           | Третий           |          |
| ------------------ | ------------------- | ---------------- | ---------------- | -------- |
| Colombia Oro y Paz |                     |                  |                  |          |
| 2018               | Эган Берналь        | Наиро Кинтана    | Ригоберто Уран   |          |
| Tour Colombia 2.1  |                     |                  |                  |          |
| 2019               | Мигель Анхель Лопес | Иван Рамиро Соса | Даниэль Мартинес |          |
| 2020               | Серхио Игита        | Даниэль Мартинес | Джонатан Кайседо |          |
| 2021               | отменено            | отменено         | отменено         | отменено |
| 2022               | отменено            | отменено         | отменено         | отменено |
| 2023               | отменено            | отменено         | отменено         | отменено |
| 2024               | Родриго Контрерас   | Ричард Карапас   | Джонатан Кайседо |          |

### Вторичные классификации
| Год                | Очковая          | Горная           | Спринтерская          | Молодёжная          | Командная          |
| ------------------ | ---------------- | ---------------- | --------------------- | ------------------- | ------------------ |
| Colombia Oro y Paz |                  |                  |                       |                     |                    |
| 2018               | Фернандо Гавирия | Эган Берналь     | Мигель Анхель Рубиано | Эган Берналь        | Team Sky           |
| Tour Colombia 2.1  |                  |                  |                       |                     |                    |
| 2019               | Жюлиан Алафилипп | Иван Рамиро Соса | Оскар Севилья         | Мигель Анхель Лопес | EF Education First |